# 源繁
源 繁（みなもと の しげる）とは、『将門記』に前常陸大掾源護の三男として登場する人物。

## 概説
『将門記』によると、承平5年（935年）の2月のある日、兄弟の扶や隆と共に平将門が平真樹邸から帰る際野本で待ち伏せし、襲撃するが将門に返り討ちにされ、兄弟と共に討ち死にしたとされる。

## 系譜
- 父:源護
- 母:不詳
- 妻:不詳
- 子:不詳

## 登場作品
- 『風と雲と虹と』(1976年、NHK大河ドラマ、演：牧村襄)